# 124192 Moletai
124192 Moletai è un asteroide della fascia principale. Scoperto nel 2001, presenta un'orbita caratterizzata da un semiasse maggiore pari a 2,1584909 UA e da un'eccentricità di 0,2819712, inclinata di 5,81226° rispetto all'eclittica.
L'asteroide è dedicato all'omonima cittadina lituana a nord di Vilnius.